# Фани Цуракова
Фани Лазарова Цуракова е българска писателка, драматуржка и лекарка.

## Биография
Фани Цуракова е родена като Фанка Лазарова Койчева в Русе. Завършва медицина в Медицинска академия, София. Специалист по психиатрия. Известен период работи като журналист (в. „Орбита“, сп. „Жената днес“, сп. „Общество и право“, БНР).
Отделни нейни произведения са публикувани в САЩ, Русия, Испания, Англия, има поставени радио-, телевизионни и игрални пиеси, диалогист е на телевизионен филм („Огледалото на дявола“), сценарист на документален филм („Срещу течението на времето“, 2020). Участва в сборници и литературни сайтове.
Цуракова е авторка на научни публикации, има участие в монографии и учебници, редактор е на Български психиатричен журнал „Рецептор“ (2004 – 2011).

## Членства
- Съюз на българските лекари[9]
- Съюз на българските писатели[10]
- Съюз на българските журналисти
- Международен съюз на писателите-лекари[11]
- Сдружение „Колегиум частна психиатрия“[12]

## Творчество
- „Бебетата на Писана“ – изд. „Отечество“, 1989 г. и изд. „Геа Либрис“, 2021.
- „Магазинче за убийства“ – „Военно издателство“, 1990.
- „Vinzatorul de crime“ – изд. „Albatros“, Румъния, 1991.
- „Кажи им, че си убиец“ – изд. „Геа Либрис“, 1994.
- „Издирвано лице“ – изд. „Геа Либрис“, 1996.
- „Мокра поръчка“[13] – изд. „Аргус“, 2000.
- „А missing person“ – изд. „Triumvirat“, САЩ, 2000.
- „Магазинче за убийства“[14]– изд. „Сиела“[15], 2011.
- "Приключенията на Фетко" - изд. "Фют", 2023.
- "Излет в спомена. Литературни пътеписи" - изд "Фама1", 2023.
- "Срещу течението на времето" - сценарий за документален филм, реж. Димитър Сарджев (награда на Съюза на българските филмови дейци – „Златен Ритон“; Специална награда – „Родопи филм фест“).
- „Магазинче за убийства“, пиеса, радиотеатър на БНР, реж. Николай Колев.
- „Издирвано лице“, пиеса, радиотеатър на БНР, реж. Николай Ламбрев.
- „Сам дойдох“, пиеса, радиотеатър на БНР, реж. Николай Ламбрев.
- „Щастлив е, който вярва в любовта“, документална пиеса, радиотеатър на БНР.
- "Приключенията на Фетко", пиеса, сериал, радиотеатър на БНР, реж. Димо Димов, 2025.

## Награди
Носителка е на награди от крими конкурсите за разкази на Детективска агенция „Саламандър“ и „Литературен вестник“. През 2003 г. печели втора награда в конкурса „Атанас Мандаджиев“ с разказа „Игор“, а следващата година – трета награда в същия конкурс. Номинирана в конкурса за полицейски роман, обявен от Академията на МВР.